# Riesi spumante
Il Riesi spumante è un vino a DOC che può essere prodotto nei comuni di Riesi, Butera, Mazzarino, tutti in provincia di Caltanissetta.

## Vitigni con cui è consentito produrlo
- Ansonica e Chardonnay insieme o singolarmente minimo 75%
- altri vitigni a bacca bianca, non aromatici, idonei alla coltivazione per la provincia di Caltanissetta, fino ad un massimo del 25%.

## Caratteristiche organolettiche
- spuma: fine e persistente;
- colore: giallo paglierino più o meno intenso;
- profumo:
- sapore: secco, sapido, caratteristico;

## Produzione
Provincia, stagione, volume in ettolitri